# 東真彌
東 真彌（あずま まみ、1983年11月13日 - ）は、日本のグラビアアイドル。神奈川県出身。ビームに所属していた。

## 人物・来歴
- 趣味 絵画・作文・ダンス・カラオケ
- 2006年、東 まみに改名。
- 2009年、東崎 真耶に再改名。現在は東 真彌に戻る。

## 出演

### テレビ番組
- 東京女事務所
- 踊る!さんま御殿!! 再現ドラマ
- 最終警告!たけしの本当は怖い家庭の医学 再現ドラマ
- ウルトラマンコスモス 第27話「地球生まれの宇宙怪獣」（2002年） - 若者 役
- ガダルカナル・タカのこちらDERUとこ編集部
- イケイケチキンハート（TBS）
- 『ぷっ』すま
- デジドルファクトリー
- 水着少女
- デジ屋台
- 体当たり下克上! 劇団「アイドル座!」

### 映画
- アヒルと鴨のコインロッカー - ペット殺し・タカコ 役
- パラ族 パラパラじゃないか!
- デトロイト・メタル・シティ

### その他
- ZAK THE QUEEN

## DVD
1. 東真彌 まみのIカップ 2005/09/23
2. Pretty Body 2006/04/21
3. ぐるぐるまみちゃん 2006/10/06
4. LOVES BUST 2007/02/16 東まみ名義
5. CARA 2008/09/25
6. 女神の限界 2009/02/25
7. もっと女神の限界 2009/04/25
8. 猥乳 98cm Iカップインパクト 東崎真耶の揺れ動く限界 2009/07/28 東崎真耶名義